# Khí hậu cận Bắc Cực
| Dsc Dsd |  | Dwc Dwd |  | Dfc Dfd |

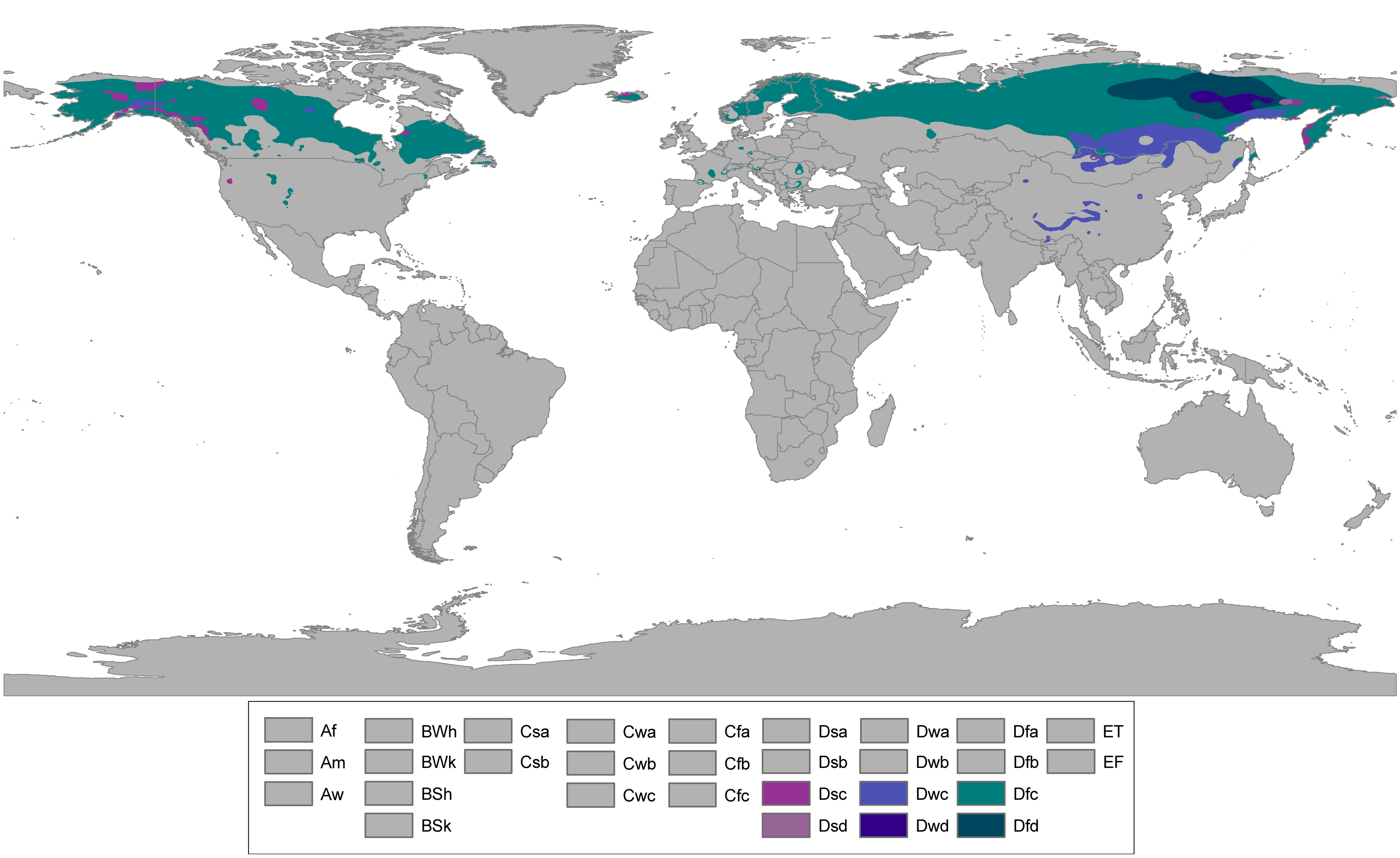
Khí hậu cận Bắc cực trên thế giới

Khí hậu cận Bắc Cực (còn gọi là khí hậu cận cực, khí hậu cận alpine hoặc khí hậu phương bắc) là khí hậu đặc trưng bởi mùa đông kéo dài, thường rất lạnh và mùa hè ngắn ngủi, mát mẻ ôn hòa. Kiểu khí hậu cận cực thường được tìm thấy trên các vùng đất lục địa rộng lớn thuộc vùng ôn đới và hàn đới, cách xa các tác động vừa phải của đại dương, thường nằm ở vĩ độ từ 50° đến 70° B của vùng khí hậu lục địa ẩm ướt. Những vùng khí hậu này đại diện cho phân loại khí hậu Köppen, bao gồm Dfc, Dwc, Dsc, Dfd, Dwd và Dsd.

## Mô tả
Kiểu khí hậu này có sự dao động nhiệt độ theo mùa cực đoan nhất hành tinh: vào mùa đông, nhiệt độ có thể xuống dưới −50 °C (−58 °F) và vào mùa hè, nhiệt độ có thể vượt quá 30 °C (86 °F). Tuy nhiên, mùa hè khá ngắn; thường không quá ba tháng trong năm (nhưng ít nhất một tháng) có nhiệt độ trung bình 24 giờ ít nhất là 10 °C (50 °F) để rơi vào loại khí hậu này và tháng lạnh nhất trung bình dưới 0 °C (32 °F) (hoặc −3 °C (27 °F)). Nhiệt độ thấp kỷ lục có thể đạt tới −70 °C (−94 °F).
Trong 5-7 tháng liên tiếp, nhiệt độ trung bình luôn dưới mức đóng băng, tất cả độ ẩm trong đất và lòng đất đóng băng dày đến độ sâu nhiều ft. Hơi ấm mùa hè không đủ để làm tan hơn một vài ft bề mặt lòng đất, do đó tầng đất đóng băng vĩnh cửu chiếm ưu thế ở hầu hết các khu vực không gần ranh giới phía nam của vùng khí hậu này. Sự tan băng theo mùa xâm nhập từ 2 đến 14 ft (0,61 đến 4,27 m), tùy thuộc vào vĩ độ và loại mặt đất. Một số khu vực phía bắc có khí hậu cận cực nằm gần các đại dương (phía nam Alaska, rìa phía bắc của châu Âu, bán đảo Sakhalin và bán đảo Kamchatka), có mùa đông ôn hòa hơn và không có băng vĩnh cửu, và phù hợp hơn cho canh tác trừ khi lượng mưa quá lớn. Mùa không có sương giá rất ngắn, thay đổi nhiều nhất từ khoảng 45 đến 100 ngày và tình trạng đóng băng có thể xảy ra trong bất kỳ tháng nào ở nhiều khu vực.

### Mô tả
s: Có mùa hè khô, tháng khô nhất vào khoảng 6 tháng khi mà mặt trời mọc cao nhất trong năm (tháng 4 đến tháng 9 ở Bắc bán cầu, tháng 10 đến tháng 3 ở Nam bán cầu) có ít hơn 30 milimét (1,18 in) / 40 mm (1,57 in) lượng mưa và có chính xác hoặc ít hơn 1⁄3 lượng mưa của tháng ẩm nhất trong thời điểm mặt trời mọc thấp hơn hàng năm (tháng 10 đến tháng 3 ở Bắc bán cầu, tháng 4 đến tháng 9 ở Nam bán cầu),
w: Một mùa đông khô hạn, tháng khô nhất lúc mặt trời mọc ở độ cao thấp hàng năm có chính xác hoặc ít hơn một phần mười lượng mưa được tìm thấy trong tháng ẩm nhất vào nửa năm mùa hè,
f: Không có mùa khô, không đáp ứng được một trong các thông số kỹ thuật thay thế.
Chữ cái thứ ba biểu thị đặc điểm nhiệt độ:
c: Cận cực thông thường, chỉ 1-3 tháng nhiệt độ trên 10 °C (50,0 °F), tháng lạnh nhất dưới −3 °C (26,6 °F).
d: Cận cực khắc nghiệt, chỉ 1-3 tháng nhiệt độ trên 10 °C (50,0 °F), tháng lạnh nhất ngang hoặc dưới −38 °C (−36,4 °F).

### Lượng mưa
Hầu hết các vùng khí hậu cận cực có lượng mưa rất ít, thường không quá 380 mm (15 in) trong cả năm. Cách xa bờ biển, lượng mưa chủ yếu xảy ra vào những tháng ấm hơn, trong khi ở những vùng ven biển có khí hậu cận cực, lượng mưa lớn nhất thường là trong những tháng mùa thu khi độ ấm tương đối của đất liền trên biển là lớn nhất. Lượng mưa thấp, theo tiêu chuẩn của các vùng ôn đới hơn với mùa hè dài hơn và mùa đông ấm hơn, thường là đủ để xem sự thoát hơi nước rất thấp để cho phép địa hình ngập nước ở nhiều khu vực có khí hậu cận cực và cho phép tuyết phủ trong mùa đông.
Một ngoại lệ đáng chú ý của mô hình này là khí hậu cận cực xảy ra ở độ cao lớn ở các vùng ôn đới khác có lượng mưa cực kỳ cao do sự nâng lên về mặt địa lý. Núi Washington, với nhiệt độ đặc trưng của khí hậu cận cực, nhận được lượng mưa trung bình tương đương 101,91 inch (2.588,5 mm) lượng mưa mỗi năm. Các khu vực ven biển của Khabarovsk cũng có lượng mưa lớn hơn nhiều vào mùa hè do ảnh hưởng về mặt địa lý (lên tới 175 milimét (6,9 in) vào tháng 7 ở một số khu vực), trong khi bán đảo núi Kamchatka và đảo Sakhalin thậm chí còn ẩm hơn do độ ẩm địa lý không bị giới hạn những tháng ấm hơn và tạo ra những dòng sông băng lớn ở Kamchatka. Labrador, ở miền đông Canada, ẩm ướt tương tự trong suốt cả năm do vùng áp thấp Iceland bán kiên cố và có thể nhận được lượng mưa tương đương tới 1.300 mm (51 in) mỗi năm, tạo ra một lớp tuyết dày tới 1,5 mét (59 in) không tan chảy cho đến tháng Sáu.

### Thảm thực vật và sử dụng đất
Thảm thực vật ở những vùng có khí hậu cận cực thường có độ đa dạng thấp, vì chỉ những thực vật khỏe mạnh mới có thể sống sót qua mùa đông dài và tận dụng mùa hè ngắn. Cây chủ yếu giới hạn ở cây lá kim, vì rất ít cây lá rộng có thể sống sót ở nhiệt độ rất thấp trong mùa đông. Loại rừng này còn được gọi là taiga, một thuật ngữ đôi khi được áp dụng cho khí hậu cũng được tìm thấy ở đó. Mặc dù tính đa dạng có thể thấp, số lượng rất cao và rừng taiga (boreal) là quần thể rừng lớn nhất trên hành tinh, với hầu hết các khu rừng nằm ở Nga và Canada. Quá trình thực vật trở nên thích nghi với nhiệt độ lạnh được gọi là quá trình đông cứng.
Tiềm năng nông nghiệp nói chung là kém, do vô sinh tự nhiên của đất và sự phổ biến của đầm lầy và hồ do rời khỏi các dải băng, và mùa sinh trưởng ngắn cấm tất cả các loại cây trồng khó nhất. (Mặc dù mùa ngắn, những ngày hè dài ở các vĩ độ như vậy không cho phép một số ngành nông nghiệp.) Ở một số khu vực, băng đã quét sạch bề mặt đá, hoàn toàn thoát khỏi tình trạng quá tải. Ở những nơi khác, các lưu vực đá đã được hình thành và các dòng chảy bị phá hủy, tạo ra vô số hồ.

## Phân bố
Khí hậu loại Dfc, cho đến nay là loại khí hậu cận cực phổ biến nhất, được tìm thấy trong các khu vực sau: 
- Phần lớn Siberia
- Bán đảo Kamchatka

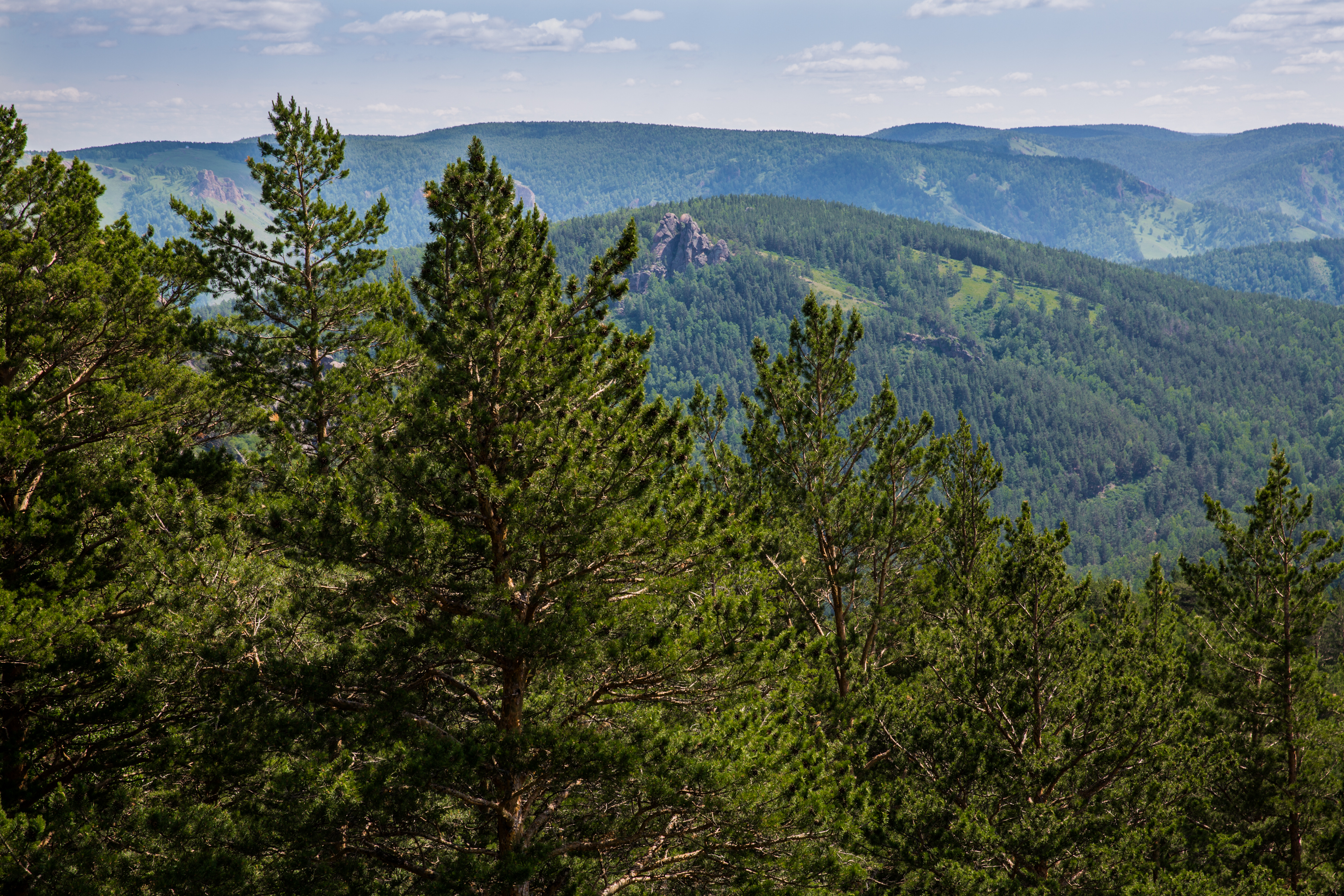
Một khu rừng thông ở núi Kuysumy,Siberia

- Các đỉnh núi ở Scotland đáng chú ý nhất là ở Laungorms
- Phần phía bắc và trung tâm của Quần đảo Kuril và Đảo Sakhalin
- Dãy núi phía tây nằm giữa 1.600 đến 2.100 mét (5.200 đến 6.900 ft) và dãy núi Alps phía đông nằm trong khoảng từ 1.450 đến 1.800 mét (4.760 đến 5.910 ft)-Pháp, Thụy Sĩ, Đức, Ý và Áo.
- Trung tâm của Rumani.
- Ở một số vùng của Đức.
- Núi Tatra ở Ba Lan và Slovakia, trên 800 mét (2.600 ft).
- Đông Anatolia, giữa 1.600 đến 2.100 mét (5.200 đến 6.900 ft)
- Pyrenees, từ 1.600 đến 2.100 mét (5.200 đến 6.900 ft) - Andorra, Pháp và Tây Ban Nha.
- Các khu vực nội địa phía bắc của Fennoscandia (mùa đông ôn hòa hơn ở các khu vực ven biển)
- Hầu hết các vùng nội địa, Tây và Tây Nam Alaska
- Dãy núi đá cao ở Colorado, Wyoming, Idaho và Montana và dãy núi trắng ở New Hampshire
- Phần lớn Canada từ khoảng 53-55 ° N theo đường giới hạn cây gỗ, bao gồm:
  - Nam Labrador
  - Một số khu vực trong nội địa Newfoundland và Labrador và dọc theo bờ biển phía bắc của nó
  - Quebec: Jamésie, Côte-Nord và vùng cực nam Nunavik
  - Miền bắc Ontario
  - Các tỉnh phía bắc đồng cỏ
  - Các chân dãy núi Rocky ở Alberta và British Columbia.
  - Hầu hết Yukon
  - Hầu hết Các Lãnh thổ Tây Bắc

Khí hậu được phân loại là Dsc hoặc Dsd, với mùa hè khô, rất hiếm, xảy ra ở những khu vực rất nhỏ ở độ cao xung quanh lưu vực Địa Trung Hải, Iran, Kyrgyzstan, Tajikistan, Thổ Nhĩ Kỳ, Alaska và các khu vực khác ở tây bắc Hoa Kỳ (Đông Washington, Đông Oregon, Nam Idaho, Đông Sierra của California) và Viễn Đông Nga, như ở Seneca, Oregon hoặc Atlin, British Columbia.
Ở các vùng thuộc Đông Á, như Trung Quốc, áp cao Siberia làm cho mùa đông ở đây lạnh hơn những nơi như nội địa Scandinavia hoặc Alaska nhưng cực kỳ khô (thường có lượng mưa tương đương khoảng 5 milimét (0,20 in) mỗi tháng) mà tuyết phủ rất hạn chế, tạo ra khí hậu Dwc ở:
- Phần lớn phía bắc Mông Cổ
- Nga:

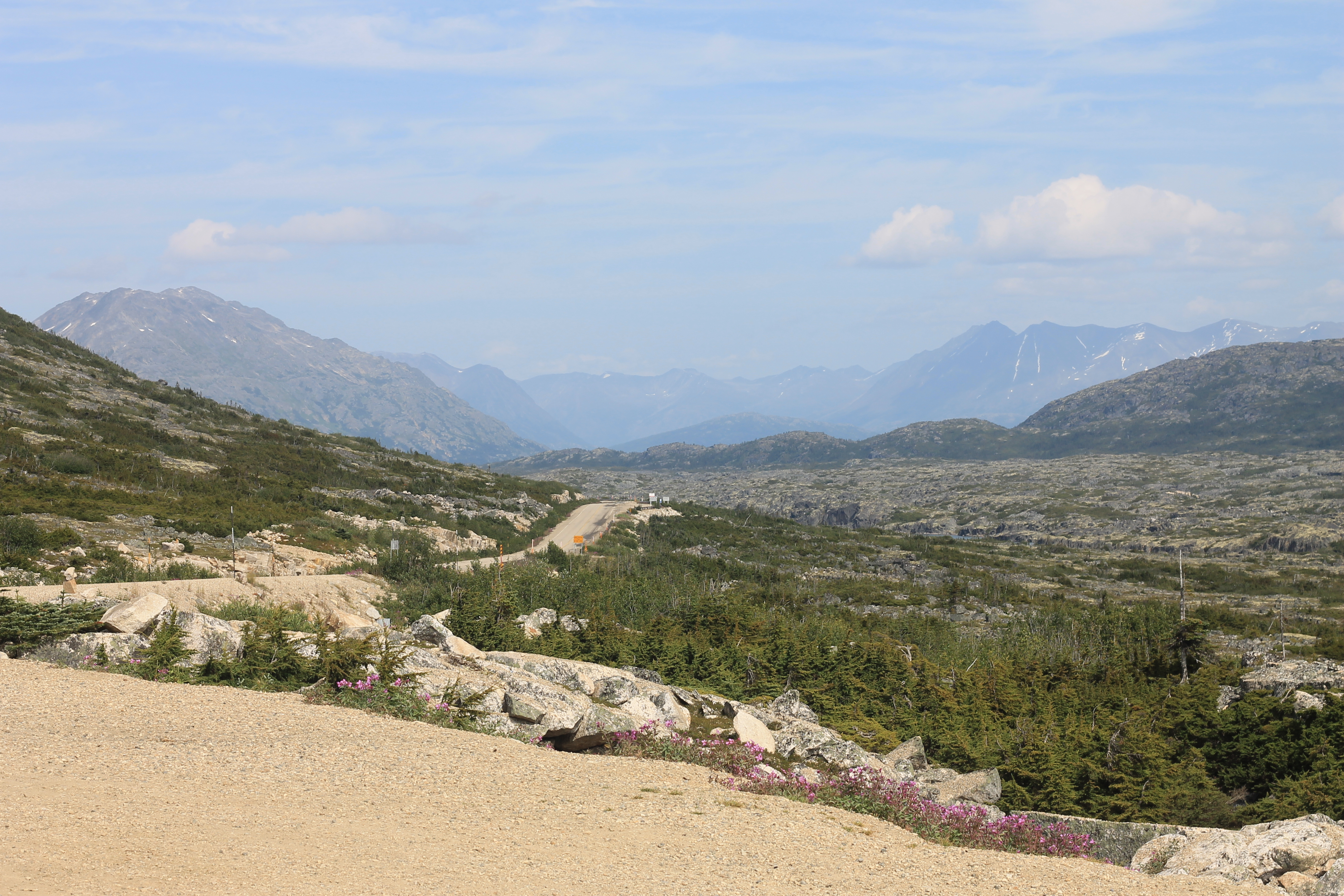
Khí hậu cận cực ở Alaska, gần Yukon

  - Hầu hết Khabarovsk Krai ngoại trừ miền nam
  - Đông Nam Cộng hòa Sakha
  - Nam Magadan
  - Bắc Amur
  - Bắc Buryatia
  - Zabaykalsky Krai
  - Tỉnh Irkutsk
- Trung Quốc:
  - Quận Tháp Hà và Mạc Hà ở Hắc Long Giang
  - Bắc Hulunbuir ở Nội Mông
  - Cam Nam, Cam Túc (do độ cao cực độ)
  - Hoàng Nam, Thanh Hải, phía đông Hải Nam và phía đông Golog ở Thanh Hải (do độ cao cực đoan)
  - Hầu hết các quận tự trị Garzê và Ngawa (do độ cao cực đoan) ở Tứ Xuyên
  - Hầu hết tỉnh Qamdo (do độ cao cực đoan) ở Khu tự trị Tây Tạng
- Các bộ phận của Ladakh (bao gồm sông băng Siachen) và vùng Spiti của Ấn Độ
- Các bộ phận của cao nguyên Kaema (bao gồm núi Trường Bạch, Samjiyon, Musan) ở Bắc Triều Tiên

Xa hơn về phía bắc ở Siberia, tính lục địa tăng rất nhiều đến nỗi mùa đông có thể trở nên đặc biệt khắc nghiệt, trung bình dưới −38 °C (−36 °F), mặc dù tháng nóng nhất vẫn trung bình hơn 10 °C (50 °F). Điều này tạo ra khí hậu Dfd, Dwd và Dsd.
Ở những khu vực rất nhỏ ở độ cao xung quanh lưu vực Địa Trung Hải, Iran, Kyrgyzstan, Tajikistan, Thổ Nhĩ Kỳ, Alaska và các khu vực khác của Tây Bắc Hoa Kỳ (Đông Washington, Đông Oregon và Nam Idaho) và các khu vực đông nam nước Nga, khí hậu được phân loại là Dsc với khí hậu mùa hè khô, như ở Seneca, Oregon hoặc Atlin, British Columbia.
Nếu đi thẳng về hướng cực hoặc thậm chí tiến về phía một đại dương vùng cực, sẽ thấy rằng tháng ấm nhất có nhiệt độ trung bình dưới 10 °C (50 °F), và các cấp khí hậu cận cực sẽ chuyển sang vùng khí hậu lãnh nguyên, một nền khí hậu mà cây cối gần như không thể tồn tại. Nếu tiến về gần xích đạo hoặc hướng về độ cao thấp hơn, khí hậu này sẽ có tính chất lục địa ẩm ướt với mùa hè dài hơn (và mùa đông thường ít khắc nghiệt hơn); ở một vài địa điểm gần biển ôn đới (như ở Bắc Na Uy và miền nam Alaska), khí hậu này có thể chuyển thành phiên bản mùa hè ngắn của khí hậu đại dương hay còn gọi là khí hậu hải dương cận cực, khi có biển ở gần kề. Ở Trung Quốc và Mông Cổ, nếu di chuyển về phía tây nam hoặc hướng về độ cao thấp hơn, nhiệt độ sẽ tăng nhưng do lượng mưa quá thấp nên các vùng khí hậu cận cực chuyển sang vùng khí hậu bán khô hạn lạnh.